# IC 4786
IC 4786 ist eine Spiralgalaxie vom Hubble-Typ Sbc? im Sternbild Teleskop am Südsternhimmel. Sie ist schätzungsweise 221 Millionen Lichtjahre von der Milchstraße entfernt.
Das Objekt wurde am 16. September 1901 von DeLisle Stewart entdeckt.